# Gelligaer
Gelligaer är en ort och en community i Wales i Storbritannien.   Den ligger i kommunen Caerphilly, 220 km väster om huvudstaden London. Antalet invånare i communityn är 18 408 (2011).